# جنگ جهانی زد (فیلم)
جنگ جهانی زد (به انگلیسی: World War Z) یک فیلم زامبی اکشن و ترسناک آمریکایی محصول سال ۲۰۱۳ به کارگردانی مارک فورستر است. فیلم‌نامه را ماتیو مایکل کارنهان، درو گادرد و دیمون لیندلوف براساس داستانی از کارنهان و جی. مایکل استرازینسکی نوشتند که از رمان جنگ جهانی Z نوشتهٔ مکس بروکس الهام گرفته شده است. برد پیت در نقش «جری لین»، بازرس پیشین سازمان ملل متحد ایفای نقش می‌کند که در پی سرنخ‌هایی برای مقابله با یک رستاخیز ناگهانی زامبی‌ها، به نقاط مختلف جهان سفر می‌کند. در کنار او، میری انوس، جیمز بج دیل و متیو فاکس نیز در گروه بازیگر فیلم حضور دارند.
پلن بی انترتینمنت، شرکت تهیه‌کنندگی متعلق به پیت، در سال ۲۰۰۷ حقوق اقتباس از رمان بروکس را به دست آورد و از استرازینسکی برای نگارش فیلم‌نامه و از فورستر برای کارگردانی دعوت به همکاری شد. در سال ۲۰۰۹، کارنهان برای بازنویسی فیلم‌نامه به کار گرفته شد. با بودجهٔ اولیهٔ ۱۲۵ میلیون دلار و برنامه‌ریزی برای اکران در دسامبر ۲۰۱۲، فیلم‌برداری در ژوئیهٔ ۲۰۱۱ در مالت آغاز شد، سپس در اوت به گلاسگو و در اکتبر به بوداپست منتقل شد. با بروز مشکلاتی در روند تولید، اکران فیلم به تعویق افتاد و در ژوئن ۲۰۱۲، گروه فیلم‌برداری برای هفت هفتهٔ اضافی به بوداپست بازگشت.
دیمون لیندلوف برای بازنویسی پردهٔ سوم فیلم استخدام شد، اما زمان کافی برای اتمام آن نداشت و درو گادرد مسئول تکمیل بازنویسی شد. فیلم‌برداری مجدد از سپتامبر تا اکتبر ۲۰۱۲ انجام شد و بودجهٔ پروژه را به ۱۹۰ میلیون دلار افزایش داد، هرچند برخی منابع آن را تا ۲۶۹ میلیون دلار نیز گزارش کرده‌اند.
جنگ جهانی زد نخستین‌بار در تاریخ ۲ ژوئن ۲۰۱۳ در لندن به نمایش درآمد و افتتاحیهٔ سی‌وپنجمین جشنواره بین‌المللی فیلم مسکو بود. سپس در تاریخ ۱۴ ژوئن در نیویورک و لس آنجلس و در ۲۱ ژوئن در دیگر نقاط ایالات متحده اکران عمومی شد. نقدها در مجموع مثبت بودند و بازی برد پیت و احیای ژانر زامبی مورد تحسین قرار گرفت، اما برخی از منتقدان، پایان ضعیف و عدم وفاداری به منبع اصلی را مورد انتقاد قرار دادند.
فیلم با فروش بیش از ۵۴۰ میلیون دلار در برابر بودجهٔ تولید ۱۹۰ میلیون دلاری، به موفقیتی تجاری دست یافت و عنوان پرفروش‌ترین فیلم زامبی تاریخ را کسب کرد. دنباله‌ای برای فیلم اعلام شد، اما در فوریهٔ ۲۰۱۹ به‌دلیل مشکلات مالی لغو گردید.

## خلاصه داستان
برد پیت در این فیلم در نقش یک مأمور سازمان ملل به نام جری لین بازی می‌کند که سفری بین‌المللی را علیه زمان شروع می‌کند تا مانع از شیوع نسل زامبی‌ها شود. او در کنار تلاش برای نجات جان مردم عادی، باید از خانواده خود نیز در برابر حمله زامبی‌ها محافظت کند.

## مشروح داستان
جرالد «جری» لین، بازرس پیشین سازمان ملل متحد، همراه همسرش کارین و دو دخترشان، ریچل و کانی، در راه‌بندان مرکز شهر فیلادلفیا گیر افتاده‌اند که ناگهان زامبیها به شهر حمله می‌کنند. در میان هرج‌ومرج، آن‌ها موفق به فرار شده و به نیوآرک، نیوجرسی می‌رسند و در آن‌جا، پسرکی به نام تامی را که خانواده‌اش حاضر به ترک خانه نبودند، با خود می‌برند. یک بالگرد اعزامی از سوی «تیری اوموتونی»، قائم‌مقام دبیرکل سازمان ملل متحد، آن‌ها را نجات می‌دهد.
گروه به یک ناو نیروی دریایی ایالات متحده آمریکا در اقیانوس اطلس منتقل می‌شود، جایی که تیمی از دانشمندان در حال بررسی منشأ همه‌گیری هستند. در میان آن‌ها ویروس‌شناسی به نام اندرو فسبک باور دارد که این طاعون توسط یک ویروس ایجاد شده و یافتن منشأ آن برای ساخت واکسن حیاتی است. با تهدید به اخراج از کشتی، جری به‌ناچار می‌پذیرد که به فسبک کمک کند.
جری، فسبک و گروهی از یگان ویژه نیروی دریایی ایالات متحده آمریکا به کمپ هامفریز در کره جنوبی پرواز می‌کنند؛ جایی که نخستین گزارش‌های مربوط به زامبی‌ها دریافت شده بود. به‌محض رسیدن، گروه هدف حمله قرار می‌گیرد. فسبک در حالی که هراسان از هواپیما پیاده می‌شود، سر می‌خورد و به اشتباه خودش را می‌کشد. نیروهای آمریکایی مستقر در پایگاه گروه را نجات می‌دهند. جری متوجه می‌شود که ویروس از طریق پزشک پایگاه وارد شده است. مأمور سیایی که در آن‌جا زندانی است، جری را به سوی اسرائیل راهنمایی می‌کند، جایی که موساد منطقه‌ای امن ایجاد کرده است.
در اورشلیم، جری با یورگن وارم‌برون، مقام ارشد موساد، دیدار می‌کند که می‌گوید شنود مکالمات نیروهای هندی در حال جنگ با زامبی‌ها باعث شده اسرائیل اقدام به ایجاد حصار کند. شهر با دیواری عظیم حفاظت شده و به پناهندگان اجازه ورود داده‌اند. اما جشن‌های پرسروصدا پناهندگان زامبی‌ها را جذب می‌کند و دیوار شکسته می‌شود. شهر در آشوب فرومی‌رود و وارم‌برون به سربازان اسرائیلی دستور می‌دهد جری را تا هواپیمایش همراهی کنند. در این میان، جری متوجه می‌شود که زامبی‌ها به پیرمردی و پسربچه‌ای نحیف که بی‌حرکت روی زمین افتاده‌اند، حمله نمی‌کنند. زمانی که یکی از محافظان جری به نام «سگن» از ناحیه دست گزیده می‌شود، جری دست او را قطع می‌کند تا مانع تبدیلش به زامبی شود. آن دو با یک هواپیمای مسافربری فرار می‌کنند.
جری با تماس با تیری، از او می‌خواهد مسیر هواپیما را به سوی مرکز تحقیقاتی سازمان جهانی بهداشت در کاردیف تغییر دهد. در طول پرواز، زامبی‌ای که مخفیانه وارد هواپیما شده بود به مسافران حمله می‌کند. جری برای بیرون راندن زامبی‌ها، نارنجکی منفجر می‌کند که باعث فرود اضطراری هواپیما می‌شود. با تصور مرگ جری، خانواده‌اش به نوا اسکوشیا منتقل می‌شوند.
جری و سگن از سانحه جان سالم به‌در می‌برند، هرچند جری مجروح و در صندلی گیر افتاده است. سگن به کمکش می‌آید و آن‌ها به مرکز کاردیف می‌رسند. جری به‌دلیل جراحات بی‌هوش می‌شود و سه روز بعد تحت مراقبت کارکنان سازمان جهانی بهداشت به هوش می‌آید. او نظریه‌ای مطرح می‌کند مبنی بر این‌که زامبی‌ها به افراد بیمار یا زخمی حمله نمی‌کنند، چرا که بدن آن‌ها برای ویروس میزبان مناسبی نیست. او پیشنهاد می‌دهد که افراد سالم به‌طور موقت به بیماری قابل درمان آلوده شوند تا مانند «استتار» در برابر زامبی‌ها عمل کند. اما نمونه‌های این پاتوژن در بخشی از آزمایشگاه هستند که زامبی‌ها در آن پرسه می‌زنند. جری، سگن و پزشک ارشد تلاش می‌کنند مخفیانه وارد آن‌جا شوند، اما زامبی‌ها متوجه حضورشان می‌شوند. سگن و پزشک از جری جدا می‌شوند. جری برای پرت کردن حواس زامبی‌ها آن‌ها را به سوی خود می‌کشاند، اما مسیر فرار پر از زامبی است و تنها خودش موفق می‌شود به نمونه‌ها دست یابد. هنگام خروج، یکی از زامبی‌ها مسیر او را سد می‌کند. جری برای آزمودن نظریه‌اش به خود تزریق می‌کند. هنگامی که در را باز می‌کند، زامبی به او حمله نمی‌کند و به‌این‌ترتیب نظریه‌اش تأیید می‌شود.
جری و سگن به منطقه‌ای امن در فریپورت، نوا اسکوشیا می‌رسند و با کارین، دخترانش و تامی (که اکنون توسط جری و کارین سرپرستی می‌شود) دوباره دیدار می‌کنند. واکسنی ساخته می‌شود که مانند پوشش حفاظتی، به مردم اجازه می‌دهد از مناطق آلوده فرار کرده و نیروهای نظامی نیز در مقابله با زامبی‌ها مؤثرتر عمل کنند.

## بازیگران
- برد پیت در نقش جرالد «جری» لین، بازرس بازنشستهٔ سازمان ملل که برای یافتن درمان بیماری زامبی‌زا فراخوانده می‌شود
- میری انوس در نقش کارین لین، همسر وفادار و فداکار جری
- دانیلا کرتش در نقش «سگن»، سرباز اسرائیلی که جری در جریان مأموریتش با او همراه می‌شود
- جیمز بج دیل در نقش کاپیتان اسپیک، از هنگ ۷۵ تکاوران مستقر در کمپ هامفریز
- دیوید مورس (بازیگر) در نقش مأمور پیشین سیا که در کمپ هامفریز زندانی است
- فانا موکوئنا در نقش تیری اوموتونی، قائم‌مقام دبیرکل سازمان ملل متحد و رئیس سابق جری
- دیوید اندروز (هنرپیشه) در نقش ناخدای نیروی دریایی که مسئول ناوی است که خانوادهٔ لین به آن منتقل می‌شوند
- استرلینگ جرینز در نقش کانی لین، دختر کوچک جری و کارین
- ابیگیل هارگروو در نقش ریچل لین، دختر بزرگ‌تر جری و کارین
- پیتر کاپالدی در نقش پزشک سازمان جهانی بهداشت در ولز
- پیرفرانچسکو فاوینو در نقش پزشک سازمان جهانی بهداشت در ولز
- روث نگا در نقش پزشک سازمان جهانی بهداشت در ولز
- موریتس بلایبتروی در نقش پزشک سازمان جهانی بهداشت در ولز
- لودی بوکن در نقش یورگن وارم‌برون، مقام بلندپایهٔ موساد
- گرگوری فیتوسی در نقش خلبان C-130 که جری را از کره جنوبی به اسرائیل می‌برد

همچنین الیس گابل نقش اندرو فسبک، ویروس‌شناسی را ایفا می‌کند که جری او را تا کره جنوبی همراهی می‌کند اما خیلی زود می‌میرد. متیو فاکس نیز در نقش یکی از خدمه‌های ناوی که خانوادهٔ لین در آن اقامت دارند ظاهر می‌شود، اما بیشتر صحنه‌هایش از نسخهٔ نهایی فیلم حذف شده‌اند.